# Dolina nad Capkami

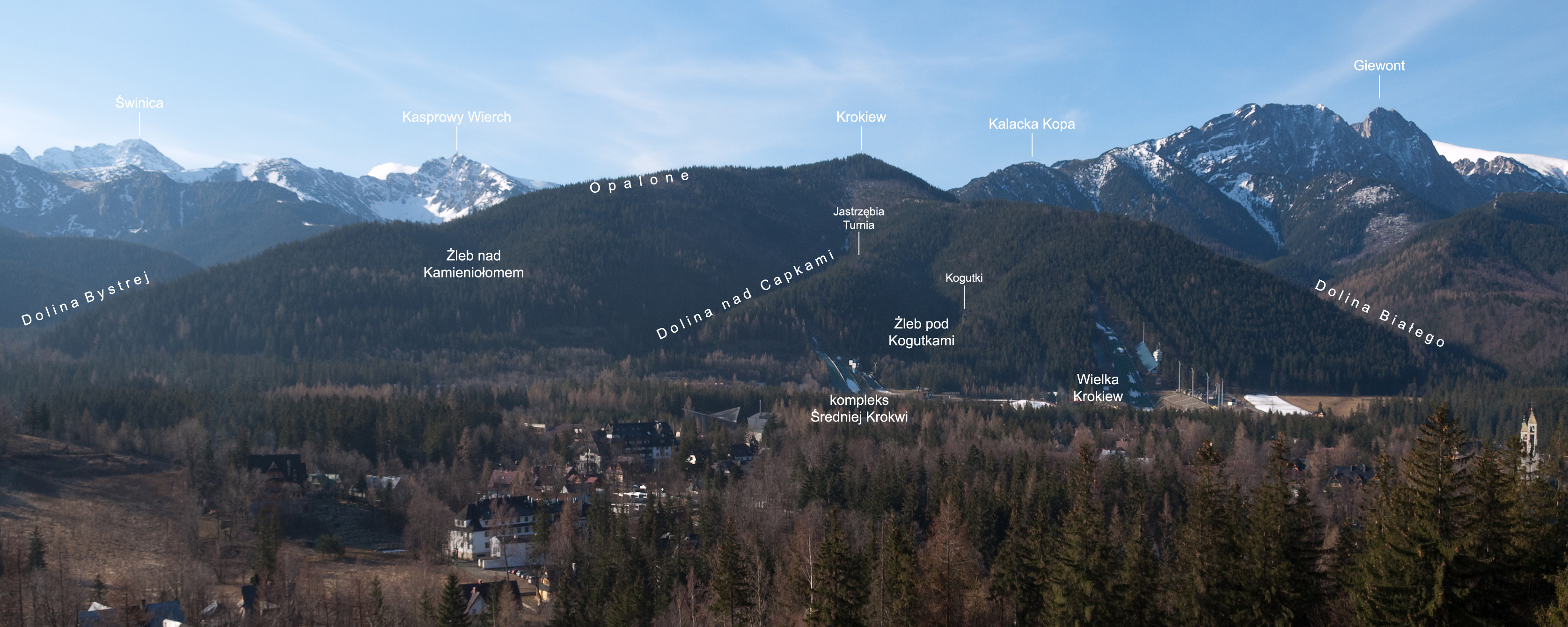
Widok z Antałówki na masyw Krokwi i Dolinę nad Capkami (z podpisami)

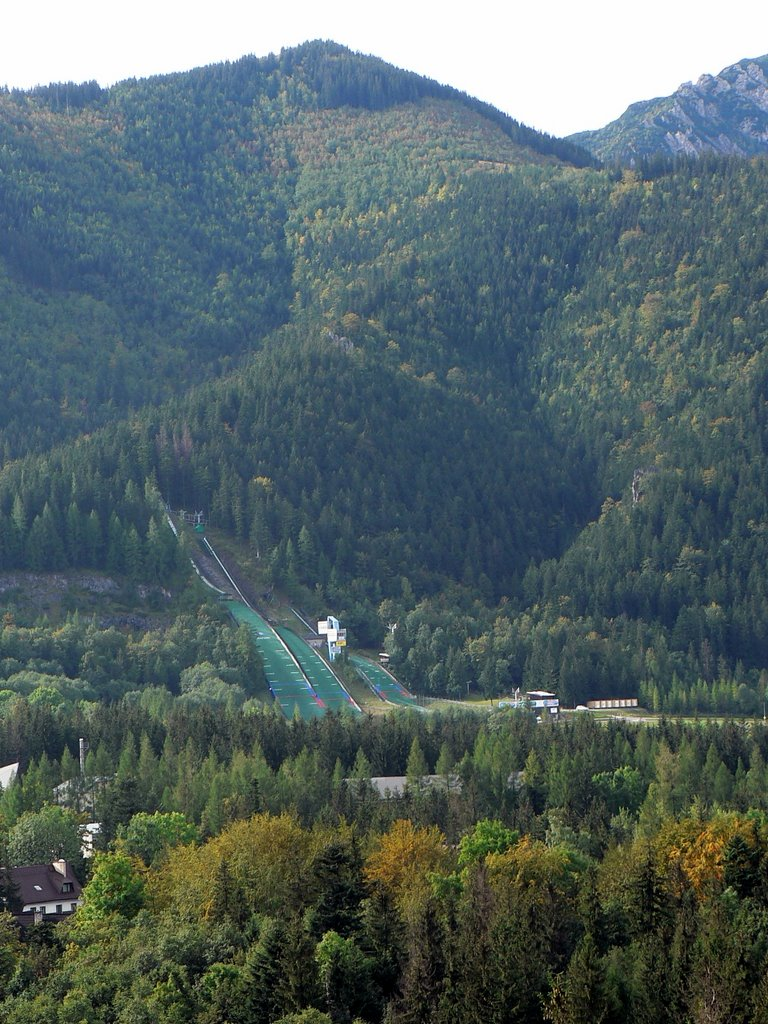
Dolina nad Capkami (po lewej) i Żleb pod Kogutkami (po prawej)

Dolina nad Capkami – dolina reglowa w Tatrach Zachodnich o długości około 1,4 km, wcięta w północne zbocza Krokwi (1378 m n.p.m.). Wylot znajduje się nad zakopiańską dzielnicą Bogówka, około 150 m na wschód od Średniej Krokwi, na wysokości 930 m. Dolina wznosi się w kierunku południowo-zachodnim, podchodząc pod główny wierzchołek Krokwi.
Dolina nad Capkami ograniczona jest północno-zachodnim i północno-wschodnim ramieniem Krokwi (to ostatnie ma nazwę Opalone). Na wysokości nieco powyżej 1200 m oba grzbiety rozwidlają się, a pomiędzy odgałęzienia wcinają się lesiste żleby, sąsiadujące z doliną. Po stronie zachodniej jest to Żleb pod Kogutkami, a po wschodniej – Żleb nad Kamieniołomem. W górnej części (powyżej rozgałęzień) Dolina nad Capkami graniczy od zachodu z Doliną Białego, a od wschodu z Doliną Bystrej.
Jest w całości zalesiona. Jej zbocza są w dolnej części (poniżej ok. 1000 m) na ogół strome i miejscami skaliste, w górnej łagodniejsze i gładkie. Na prawym zboczu doliny znajduje się skalna kazalniczka (ok. 1050 m), a na grzbiecie po jej lewej, zachodniej stronie (za którym znajduje się Żleb pod Kogutkami) wyrasta Jastrzębia Turnia (1090 m). Dnem doliny płynie okresowo bezimienny potok.
Przeważająca część doliny zbudowana jest z dolomitów i wapieni dolomitycznych. W północnej części występuje pas eoceńskich wapieni numulitowych. W latach 1908–1934 przy wylocie czynny był kamieniołom, a wydobywany tu kamień użyto do budowy m.in. Muzeum Tatrzańskiego i poczty w Zakopanem. Kamieniołom należał początkowo do hrabiego Władysława Zamoyskiego, a następnie do utworzonych przez niego Zakładów Kórnickich. W 1934 roku dzierżawiące go prywatne przedsiębiorstwo zakończyło eksploatację z powodu jej nieopłacalności, a terenu, wbrew umowie, nie zrekultywowało. Kamieniołom funkcjonował jeszcze ponownie w czasie niemieckiej okupacji. Po powstaniu Tatrzańskiego Parku Narodowego teren zalesiono.
Nazwa doliny pochodzi od podhalańskiego nazwiska Capek, które występowało wśród mieszkańców pobliskiej Bogówki. Nad Capkami zwano też kamieniołom, stosując niekiedy niepoprawną nazwę Pod Capkami.
Rośnie w niej rzadki gatunek sosny – sosna drzewokosa (mieszaniec kosodrzewiny z sosną zwyczajną). Dolina nad Capkami nie jest udostępniona turystycznie, nie prowadzą do niej żadne szlaki. Blisko wylotu doliny biegnie czarno znakowana Droga pod Reglami.